# بمبديون أسخم
بمبديون أسخم (الاسم العلمي:Bembidion fuliginosum) هو نوع من الحشرات يتبع جنس البمبديون من فصيلة الخنافس الأرضية.